# Indagini preliminari
Le indagini preliminari, nell'ordinamento giuridico italiano, sono una fase del procedimento penale precedente all'eventuale processo. Previste dal codice di procedura penale italiano, dall'art. 326 all'art. 329, sono coperte da segreto investigativo per gli atti compiuti durante la loro durata.

## Caratteristiche

### La funzione ed il valore probatorio
Durante il loro svolgimento il pubblico ministero e la polizia giudiziaria svolgono le indagini necessarie per le determinazioni inerenti all'esercizio dell'azione penale: ne consegue che il p.m. e la polizia giudiziaria devono acquisire anche gli elementi a favore dell'indagato (art. 358 del codice di procedura penale) dato che le indagini preliminari servono esclusivamente a stabilire se ci sono i presupposti per l'esercizio dell'azione penale.
Gli atti compiuti nel corso delle indagini preliminari non hanno valore probatorio in dibattimento, salvo gli atti irripetibili (e sempreché l'irripetibilità fosse imprevedibile) e gli atti compiuti in sede di incidente probatorio: nel nuovo sistema, infatti, si è dato risalto al principio del contraddittorio. Nelle indagini preliminari infatti si acquisiscono unicamente elementi di prova al solo fine di valutare l'esercizio o meno dell'azione penale.
La legge 16 dicembre 1999 n. 479 ha reso irrilevante il consenso del PM rispetto alla richiesta di giudizio abbreviato formulata dall'imputato. Il sistema processuale introdotto nel 1988, mirando a concentrare i termini di durata della fase investigativa, aveva abbandonato il principio di tendenziale completezza delle indagini preliminari sotteso al codice previgente: nel nuovo sistema, il pubblico ministero non è chiamato ad estendere la propria cognizione su ogni circostanza astrattamente rilevante, dal momento che, ai fini dell'esercizio dell'azione penale, deve più semplicemente disporre di elementi idonei a sostenere l'accusa in giudizio (art. 125 disp. att.). In questo contesto normativo si inquadrava la prerogativa del PM di opporsi alla richiesta di giudizio abbreviato da parte dell'imputato. La riforma del 1999, invece, rendendo il consenso del PM irrilevante, ha comportato una metamorfosi dell'originario modello processuale: il titolare dell'accusa, dovendosi prefigurare una possibile richiesta di giudizio abbreviato, tenderà ad espletare le indagini in misura fondamentalmente esaustiva. L'obiettivo di circoscrivere tempi e contenuti della fase investigativa (in funzione del quale il momento di formazione della prova è stato rinviato alla fase dibattimentale e gli atti investigativi sono stati privati di qualsiasi efficacia probatoria), è stato così vanificato; inoltre, i termini di durata massima delle indagini preliminari non sono stati rivisti.
Nel fascicolo per il dibattimento confluiscono - e quindi rilevano ai fini della prova - gli atti assunti con l'incidente probatorio e gli atti irripetibili compiuti dall'accusa e dalla difesa - accertamenti tecnici irripetibili, risultati di intercettazioni telefoniche e ambientali, risultati di perquisizioni, ispezioni, sequestri nonché risultati di eventuali mezzi di ricerca delle prove atipici come gli appostamenti. Tutti gli altri atti compiuti nelle indagini preliminari (ma anche nell'udienza preliminare) che non hanno la caratteristica dell'irripetibilità confluiscono nel fascicolo delle parti e quindi - almeno per il momento - non assumono alcun valore probatorio. 

### L'attività dell'indagine
Le attività che può compiere il pubblico ministero sono disciplinate dagli artt. 358 e segg. c.p.p.
Il pubblico ministero può procedere al compimento di accertamenti tecnici irripetibili secondo la disciplina posta dall'art. 360 c.p.p. In quanto parte del processo, può nominare un numero di consulenti tecnici non superiore al numero dei periti, ove sia in corso una perizia, oppure, qualora nessuna perizia sia in corso, un numero di consulenti tecnici non superiore a due. 
I difensori e gli eventuali consulenti tecnici hanno diritto ad assistere al conferimento dell'incarico al perito nominato dal giudice e partecipare alle operazioni formulando osservazioni e pareri cui deve esser fatta menzione nel verbale. La difesa dell'indagato può chiedere - prima del conferimento dell'incarico - che si proceda attraverso l'incidente probatorio. In questo caso il PM potrà procedere negli accertamenti tecnici solo se un loro rinvio comporti che questi non possano essere più utilmente compiuti. Se questa condizione non è rispettata e il PM procede comunque al compimento degli accertamenti, questi sono inutilizzabili.

### Durata e proroga
Secondo l'art. 405 c.p.p. la durata delle indagini preliminari è di sei mesi dall'iscrizione del nome della persona alla quale il reato è attribuito nel registro della notizia di reato, salvo che non si proceda per uno dei delitti indicati nell'art. 407, comma 2 lettera a), per cui la durata è di un anno.
Tuttavia il PM, ex art. 406 c.p.p. può chiedere al Giudice per le indagini preliminari (GIP) una proroga, per giusta causa, non eccedente altri sei mesi. Possono essere richieste anche altre proroghe per particolare complessità delle indagini o per l'oggettiva impossibilità di concludere entro il termine prorogato, sempre non eccedenti i sei mesi. La proroga è accordata dal giudice prima della scadenza del termine e notificata all'indagato e alla persona offesa che ha fatto richiesta di essere informata. Il giudice deve fare lo stesso procedimento nel caso non ritenga di accordare la proroga fissando l'udienza in camera di consiglio. La durata massima delle indagini non può comunque superare i diciotto mesi o i due anni nel caso dei delitti ex art. 407, comma 2.

### Avviso di conclusione
L'avviso di conclusione delle indagini dev'essere notificato prima della scadenza del termine per le indagini, e deve contenere la sommaria enunciazione del fatto per il quale si procede, indicando le norme di legge che si assumono violate, dalla data e dal luogo del fatto. Vi dev'essere inoltre l'avvertimento che sia l'indagato sia il suo difensore hanno la piena facoltà di prendere visione del fascicolo delle indagini, depositato presso la segreteria del pubblico ministero.
L'indagato è avvertito che entro venti giorni può presentare memorie, produrre documenti, depositare documentazione relativa a investigazioni del difensore, può chiedere il compimento di atti di indagine al pubblico ministero, e può presentarsi per richiedere di essere interrogato.
Il pubblico ministero non ha l'obbligo di adempiere alle richieste dell'indagato, eccetto nel caso in cui quest'ultimo richieda di essere sottoposto a interrogatorio, ciò a pena di nullità.

## Il ruolo della polizia giudiziaria
La polizia giudiziaria, può avviare proprie indagini autonomamente e assicurare la cessazione del reato oltre che acquisire gli elementi necessari, ma deve darne avviso senza ritardo al pubblico ministero. Una volta intervenuto il PM, deve compiere le attività da questo delegate, anche di propria iniziativa.
Può inoltre compiere degli arresti, solo però in caso di flagranza di reato, nonché disporre di fermo esclusivamente in determinati casi previsti dalla legge.

## Diritti dell'indagato
L'indagato ha diritto di essere informato a sua richiesta se è instaurato un procedimento penale a suo carico. Il pubblico ministero può tuttavia disporre la secretazione delle indagini per un periodo non superiore ai 3 mesi se si tratta di reati comuni; per i reati di maggiore allarme sociale invece c'è la possibilità che non vengano mai fornite informazioni all'indagato col fine di evitare un pregiudizio.
Secondo il disposto dell'art. 369 c.p.p. l'indagato ha diritto a ricevere l'avviso di garanzia solo quando deve essere compiuto un atto ("atto garantito") al quale ha diritto di partecipare il suo difensore. Negli altri casi, la persona verrà a conoscenza della sua qualifica di indagato solo qualora il PM, esercitando l'azione penale, invii avviso di conclusione delle indagini ai sensi dell'art. 415-bis del c.p.p. L'avviso deve essere necessariamente notificato all'indagato in due ipotesi:
- prima della richiesta di rinvio a giudizio;
- prima della citazione diretta a giudizio (nel procedimento dinanzi al tribunale in composizione monocratica senza udienza preliminare).

In tali casi, la notificazione dell'avviso è prevista a pena di nullità: in caso di mancata notifica, cioè, la richiesta di rinvio a giudizio e la citazione diretta a giudizio sono nulli.
Per converso, l'indagato non verrà a conoscenza dell'esistenza di un procedimento a suo carico e, dunque, si troverà de plano imputato, qualora il PM richieda al GIP l'emissione di un decreto penale di condanna (il PM può richiedere l'emissione di tale provvedimento qualora ritenga che debba applicarsi soltanto una pena pecuniaria, anche in sostituzione di una pena detentiva): in tal caso, la persona nei cui confronti si sono svolte le indagini avrà conoscenza dell'apertura di un procedimento penale a suo carico solo a seguito della notifica del decreto penale di condanna eventualmente emesso dal GIP. Fu infatti dichiarata inammissibile la questione di costituzionalità, a suo tempo sollevata, inerente alla mancata previsione a pena di nullità della notifica dell'avviso ex 415-bis allorché il PM eserciti l'azione penale mediante richiesta al GIP di emissione di decreto penale di condanna: la strategia difensiva della persona nei cui confronti tale provvedimento è emesso viene così condizionata da una scelta discrezionale della pubblica accusa, poiché il destinatario del decreto penale può presentare le sue difese soltanto proponendo opposizione e, pertanto, può evidenziare elementi a suo discarico non già prima dell'apertura di un processo penale, ma all'interno del processo che si apre con l'opposizione.
L'avviso di conclusione delle indagini è notificato all'indagato e al suo difensore (eventualmente nominato d'ufficio) e contiene:
- la sommaria enunciazione del fatto per il quale si procede;
- le norme di legge che si assumono violate;
- la data e il luogo del fatto;
- l'avvertimento che la documentazione relativa alle indagini espletate è depositata presso la segreteria del pubblico ministero e che l'indagato e il suo difensore hanno facoltà di prenderne visione ed estrarne copia.

Entro il termine di 20 giorni dalla notifica dell'avviso, l'indagato può:
- presentare memorie, produrre documenti, depositare documentazione relativa ad investigazioni del difensore;
- chiedere al pubblico ministero il compimento di atti di indagine;
- chiedere di presentarsi per rilasciare dichiarazioni o di essere sottoposto ad interrogatorio (se l’indagato chiede di essere sottoposto ad interrogatorio, il pubblico ministero deve procedervi).

Durante alcuni atti l'avvocato difensore ha il diritto di assistere e di essere avvertito, come l'interrogatorio, l'ispezione e il confronto; in caso di perquisizione e sequestro può assistere senza avvertimento. Il difensore può anche consultare entro 5 giorni dalla loro pubblicazione i documenti relativi a tali atti, che devono essere depositati dal PM entro 3 giorni dal compimento dell'atto stesso in cancelleria, ed estrarne copia.

## Investigazioni difensive
Il ruolo delle indagini difensive — nell'economia 'olistica' delle indagini preliminari — ha assunto una notevole importanza nel codice di procedura penale vigente: "il difensore, il sostituto, gli investigatori privati autorizzati o i consulenti tecnici possono conferire con le persone in grado di riferire circostanze utili ai fini dell'attività investigativa. In questo caso, l'acquisizione delle notizie avviene attraverso un colloquio non documentato" (art. 391-bis c.p.p.). Inoltre, quando si effettua "un accesso per prendere visione dello stato dei luoghi e delle cose ovvero per procedere alla loro descrizione o per eseguire rilievi tecnici, grafici, planimetrici, fotografici o audiovisivi, il difensore, il sostituto e gli ausiliari indicati nell'articolo 391 bis possono redigere un verbale nel quale sono riportati: a) la data ed il luogo dell'accesso; b) le proprie generalità e quelle delle persone intervenute; c) la descrizione dello stato dei luoghi e delle cose; d) l'indicazione degli eventuali rilievi tecnici, grafici, planimetrici, fotografici o audiovisivi eseguiti, che fanno parte integrante dell'atto e sono allegati al medesimo. Il verbale è sottoscritto dalle persone intervenute." "Nel corso delle indagini preliminari e nell'udienza preliminare, quando il giudice deve adottare una decisione con l'intervento della parte privata, il difensore può presentargli direttamente gli elementi di prova a favore del proprio assistito. 2. Nel corso delle indagini preliminari il difensore che abbia conoscenza di un procedimento penale può presentare gli elementi difensivi di cui al comma 1 direttamente al giudice, perché ne tenga conto anche nel caso in cui debba adottare una decisione per la quale non è previsto l'intervento della parte assistita. 3. La documentazione di cui ai commi 1 e 2 è inserita nella parte del fascicolo informatico riservata al difensore. I documenti redatti e depositati in forma di documento analogico sono conservati in originale o, se il difensore ne chiede la restituzione, in copia, presso l'ufficio del giudice per le indagini preliminari. Della documentazione il pubblico ministero può prendere visione ed estrarre copia prima che venga adottata una decisione su richiesta delle altre parti o con il loro intervento. Dopo la chiusura delle indagini preliminari il fascicolo del difensore è inserito nel fascicolo di cui all'articolo 433". Infine, "l'attività investigativa prevista dall'articolo 327 bis, con esclusione degli atti che richiedono l'autorizzazione o l'intervento dell'autorità giudiziaria, può essere svolta anche dal difensore che ha ricevuto apposito mandato per l'eventualità che si instauri un procedimento penale. 2. Il mandato è rilasciato con sottoscrizione autenticata e contiene la nomina del difensore e l'indicazione dei fatti ai quali si riferisce."